# Eva Buurman
Eva Buurman née le 7 septembre 1994 à Wervershoof, est une coureuse cycliste néerlandaise. Elle court pour la formation équipe Liv Racing.

## Biographie
Elle vient du patinage de vitesse.
En 2016, elle décroche plusieurs tops 10 dans le classement de la meilleure jeune dans des courses par étapes dont le Women's Tour et la Route de France.
En 2017, elle termine notamment 6e du Grand Prix de Plumelec-Morbihan Dames, 7e de La Classique Morbihan et 20e de l'Amstel Gold Race.
En 2018, elle signe de beaux résultats sur les courses par étapes : 7e du Tour de Norvège, 8e du Women's Tour, 11e du Tour de Thuringe après avoir fait un top 10 sur toutes les étapes sauf le contre-la-montre final. Elle est également présente sur les courses d'un jour : 11e de l'Open de Suède Vårgårda et 14e du Trofeo Alfredo Binda-Comune di Cittiglio. Le 13 août, l'équipe Boels-Dolmans annonce qu'Eva Buurmann a signé pour 2019. Après un passage par la Tibco-SVB, elle rejoint l'équipe équipe Liv Racing en 2022.
Pour la saison 2025, elle rejoint l'encadrement de l'équipe juniors femmes NXTG Racing, au poste de directrice sportif adjointe.

## Palmarès sur route
- 2017
  - 3e du Trofee Maarten Wynants
- 2018
  - 7e du Tour de Norvège
  - 8e du Women's Tour

### Classements mondiaux
| Année                                 | 2015 | 2016 | 2017 | 2018 | 2019 | 2020 | 2021 | 2022 | 2023 |
| ------------------------------------- | ---- | ---- | ---- | ---- | ---- | ---- | ---- | ---- | ---- |
| Classement UCI                        | 364e | 414e | 67e  | 75e  | 327e | 389e | 867e | nc   | 611e |
| UCI World Tour                        |      | nc   | 188e | 43e  | 108e | 122e | nc   | nc   | 209e |
|                                       |      |      |      |      |      |      |      |      |      |
| Légende : nc = non classéSource : UCI |      |      |      |      |      |      |      |      |      |